# Kindermorde von Atlanta
Die Kindermorde von Atlanta sind eine Reihe von Mordfällen zwischen Juli 1979 und Mai 1981 in Atlanta im US-Bundesstaat Georgia. Bei den 30 Opfern, die der Mordserie offiziell zugerechnet wurden, handelt es sich überwiegend um afroamerikanische Kinder und Jugendliche.
Als Hauptverdächtiger gilt der Afroamerikaner Wayne Williams, der 1982 in zwei der Mordfälle für schuldig befunden und jeweils zu einer lebenslangen Freiheitsstrafe verurteilt wurde. Nach seiner Verurteilung betrachteten die örtlichen Strafverfolgungsbehörden auch die übrigen Fälle als gelöst und stellten die Ermittlungen ein. Vielfach kritisierte Unstimmigkeiten bei der polizeilichen Untersuchung der Mordserie geben allerdings bis heute Anlass zu Zweifeln, ob Williams tatsächlich der (einzige) Täter war. Williams selbst beteuert seine Unschuld.
Fallanalytiker des FBI gehen davon aus, dass nicht alle ursprünglich der Mordserie zugerechneten Opfer von demselben Täter getötet wurden. Im Jahr 2019 wurden die Ermittlungen von der örtlichen Polizei wieder aufgenommen.

## Chronologie der Mordserie

### 1979
Die beiden ersten Opfer, die der Mordserie zugeordnet wurden, waren der 14 Jahre alte Edward Smith und der 13-jährige Alfred Evans, deren Leichen am 28. Juli 1979 in einem Gestrüpp an der Niskey Lake Road in Atlanta gefunden wurden. Smith, der seit dem 21. Juli 1979 als vermisst galt, war mit einer Pistole Kaliber .22 erschossen worden. Evans war laut Vermutung des Gerichtsmediziners stranguliert worden. Beide Jungen waren afroamerikanischer Abstammung. Der 14-jährige Milton Harvey war mit dem Fahrrad in seiner Nachbarschaft unterwegs gewesen, als er am 4. September 1979 verschwand. Seine Leiche wurde im November 1979 in der Nähe der Kreuzung der Redwine Road und des Desert Drive in Atlanta entdeckt. Die Todesursache konnte nicht ermittelt werden. Am 21. Oktober 1979 verschwand der neun Jahre alte Yusuf (oder Yusef) Bell, dessen erdrosselte Leiche am 8. November 1979 in einem verlassenen Schulgebäude gefunden wurde. Auch Harvey und Bell waren Afroamerikaner.

### 1980
Die zwölfjährige Afroamerikanerin Angel Lenair (oder Lanier) verschwand am 4. oder 5. März 1980 auf dem Weg zur Schule. Am 10. März 1980 wurde sie erwürgt am Rand einer Straße aufgefunden. Ihre Leiche war vollständig bekleidet und ihre Hände waren auf dem Rücken mit einem Kabel an einen Baum gefesselt. Darüber, ob sie sexuell missbraucht wurde, gibt es unterschiedliche Quellenangaben. Am 11. oder 12. März 1980 verschwand der 11-jährige Jeffrey Mathis auf dem Weg zu einem Kaufhaus. Seine sterblichen Überreste wurden im Februar 1981 gefunden. Aufgrund der fortgeschrittenen Verwesung konnte Mathis’ Todesursache nicht mehr festgestellt werden. Der 14-jährige Eric Middlebrooks erhielt am 18. Mai 1980 einen Telefonanruf eines Unbekannten, woraufhin er sein Zuhause verließ. Einen Tag später wurde er mit tödlichen Kopfverletzungen aufgefunden, die durch einen stumpfen Gegenstand verursacht worden waren. Am 9. Juni 1980 verschwand der 12 Jahre alte Christopher Richardson auf dem Weg ins Schwimmbad. Seine sterblichen Überreste wurden neben dem Leichnam des späteren Opfers Earl Terrell gefunden. Richardsons Todesursache konnte nicht mehr festgestellt werden.
Die sechs- oder achtjährige LaTonya Wilson wurde in den frühen Morgenstunden des 22. Juni 1980 – einen Tag vor ihrem Geburtstag – aus ihrem Kinderzimmer entführt. Ihre sterblichen Überreste wurden am 18. Oktober 1980 entdeckt, die Todesursache ließ sich auch in ihrem Fall aufgrund der fortgeschrittenen Verwesung nicht mehr feststellen. Am 23. Juni 1980 wurde der acht oder zehn Jahre alte Afroamerikaner Aaron Wyche vermisst gemeldet. Seine Leiche wurde einen Tag später mit gebrochenem Genick von einer Suchmannschaft unter einer Eisenbahnbrücke im DeKalb County gefunden. Sein Tod wurde von den Ermittlern zunächst als Unfall eingestuft, später aber ebenfalls der Mordserie zugeordnet. Der neunjährige Anthony Carter verschwand am 5. oder 6. Juli 1981 beim Spielen in seiner Nachbarschaft. Seine Leiche wurde einen Tag nach seinem Verschwinden hinter einem Warenlager an der Wells Street gefunden. Ihm waren mehrere Stichverletzungen zugefügt worden. Mangels Blutspuren am Fundort schlossen die Ermittler, dass der Junge an einem anderen Ort getötet worden war.
Der zehnjährige Earl Terrell galt ab dem 30. oder 31. Juli 1980 als vermisst. Seine Familie erhielt mehrere Anrufe eines Unbekannten, der Lösegeld für den Jungen verlangte. Es stellte sich jedoch heraus, dass es sich bei dem Anrufer um einen Trittbrettfahrer handelte. Terrells skelettierte Leiche wurde am 9. Januar 1981 in der Nähe des Fundorts von Richardsons Leichnam entdeckt. Die Todesursache ließ sich nicht mehr ermitteln. Am 20. August 1980 wurde der zwölfjährige Clifford Jones auf offener Straße entführt. Seine erdrosselte Leiche wurde im Oktober desselben Jahres gefunden. Der am 14. September 1980 verschwundene und zwei Tage später vermisst gemeldete elfjährige Darren (oder Darron) Glass wurde nie gefunden. Der zwölf Jahre alte Charles Stephens wurde am 9. Oktober 1980 als vermisst gemeldet. Seine erstickte Leiche wurde einen Tag später entdeckt. Ebenfalls erstickt worden war der am 1. November 1980 vermisst gemeldete und einen Tag später aufgefundene, neunjährige Aaron Jackson. Am 10. November 1980 verschwand der 15-jährige Patrick Rogers. Seine Leiche wurde im Februar 1981 gefunden – ihm waren durch Schläge tödliche Schädelverletzungen zugefügt worden.

### 1981

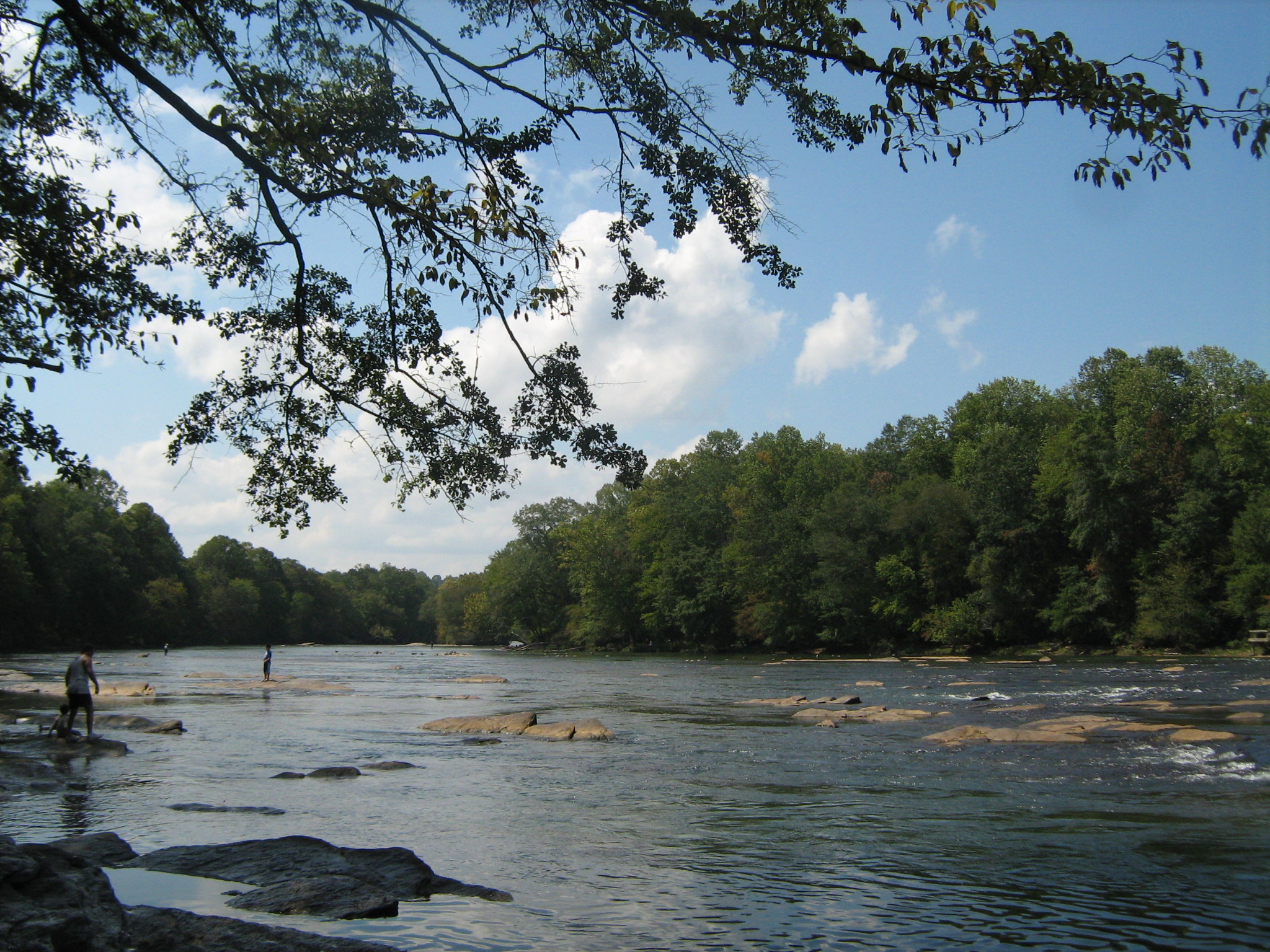
Das letzte bekannte Mordopfer der Serie wurde im Mai 1981 aus dem Chattahoochee River in Georgia geborgen.

Am 3. Januar 1981 wurde der 14 Jahre alte Lubie Geter entführt. Seine strangulierte Leiche wurde am 5. Februar 1981 aufgefunden. Die Ermittler fanden heraus, dass Geter in der Vergangenheit das Auto eines Ku-Klux-Klan-Anhängers mit seinem Go-Kart gerammt hatte, woraufhin der Mann gegenüber einem Freund gedroht haben soll, Geter zu erwürgen. Die Tat konnte ihm jedoch nicht nachgewiesen werden. Der 15-jährige Terry Pue wurde am 22. Januar 1981 vermisst gemeldet und am folgenden Tag erdrosselt aufgefunden. Die Ermittler konnten an seiner Leiche Fingerabdrücke sicherstellen, der folgende Datenbankabgleich erbrachte jedoch keinen Treffer. Mitte Februar 1981 wurde in der Nähe des Fundorts der sterblichen Überreste von Jeffrey Mathis die strangulierte Leiche des zwölfjährigen Patrick Baltazar (oder Blazer) gefunden, der seit dem 6. Februar 1981 als vermisst galt.
Der 13 Jahre alte Curtis Walker wurde noch am Tag seines Verschwindens, dem 19. Februar 1981, erwürgt aufgefunden. Am 2. März 1981 wurde der 16-jährige Joseph Bell erstickt. Der 13-jährige Timothy Hill verschwand am 13. März 1981 und wurde ertränkt. Die erstickte Leiche des 20-jährigen Larry Rogers – das erste erwachsene Opfer, das die Ermittler der Mordserie zuordneten – wurde am 30. März 1981 entdeckt. Einen Tag später wurde der 21 Jahre alte Eddie Duncan ermordet aufgefunden, wobei sich die genaue Todesursache nicht feststellen ließ. Am 1. April 1981 wurde die ebenfalls erstickte Leiche des 23-jährigen Michael McIntosh entdeckt und der Mordserie zugeordnet. Der 21-jährige Jimmy Payne wurde am 21. April 1981 als vermisst gemeldet. Seine erstickte Leiche wurde am 27. April 1981 gefunden. Der am 11. Mai 1981 als vermisst gemeldete William Barrett wurde einen Tag später ebenfalls erstickt aufgefunden. Am 24. Mai 1981 wurde die Leiche des 27-jährigen Nathaniel Cater aus dem Chattahoochee River gezogen. Er gilt offiziell als das letzte Opfer der Mordserie.

## Ermittlungen und Tatverdächtiger

### Ermittlungen der örtlichen Polizei
Nach dem Fund von Anthony Carters Leiche am 6. Juli 1980 gründete das Atlanta Police Department eine zeitweise aus mehr als 50 Kräften bestehende Sonderkommission zur Untersuchung der Mord- und Vermisstenfälle. Eine Verbindung der Fälle bestätigte die Polizei jedoch erst nach dem Fund der Leiche von Clifford Jones im Oktober 1980. Die Polizei überprüfte sämtliche bekannten Sexualstraftäter der Gegend und grenzte den Kreis der Verdächtigen auf 1.500 Personen ein. Polizeibeamte besuchten Schulen, um Kinder nach verdächtigen Vorkommnissen zu befragen, verteilten Handzettel mit den Fotos der Vermissten und ermittelten verdeckt in den Schwulenbars der Stadt.

### Ermittlungen und Täterprofil des FBI
Die im Laufe des polizeilichen Ermittlungsverfahrens hinzugezogenen Fallanalytiker des FBI gingen davon aus, dass nicht alle 30 Opfer, die der Mordserie von der örtlichen Polizei offiziell zugeordnet wurden, von demselben Täter getötet worden waren. So sei es wahrscheinlich, dass die beiden Mädchen von jemand anderem ermordet wurden. Auch die unterschiedlichen Tötungsweisen sprächen dafür, dass es sich um verschiedene Täter handelte. In einigen Fällen habe es zudem Hinweise gegeben, die eher dafür sprächen, dass der Täter aus der Familie des Opfers stammte. Gleichwohl gingen die Fallanalytiker davon aus, dass einige der Taten von einem Serienmörder verübt wurden. Sie erstellten daher ein Profil dieses Täters mit den folgenden Merkmalen:
- afroamerikanischer Abstammung (weil sich Serienmörder fast ausschließlich Opfer aus ihrer eigenen ethnischen Gruppe suchen würden und ein Weißer in den Gegenden, in denen die Kinder verschwanden, aufgefallen wäre)
- männlich
- alleinstehend
- Alter zwischen 25 und 29 Jahren
- Affinität zur Polizeiarbeit; es sei zu erwarten, dass sich der Täter heimlich in die polizeilichen Ermittlungen einbringe (z. B. Hinweise gebe)
- im Besitz eines (polizeitypischen) Fahrzeugs und Hundes (z. B. Deutscher Schäferhund oder Dobermann)
- wirke auf seine Opfer wie eine Autoritätsperson
- vermutlich Musiker oder sonstiger Künstler
- sexuelle Vorliebe für Jungen, aber keine Anzeichen für sexuellen Missbrauch
- sexueller Minderwertigkeitskomplex
- tötet aufgrund Zurückweisung durch das Opfer.[8]

Das FBI ermittelte auch gegen den Ku-Klux-Klan. Ein beim Klan eingeschleuster Informant berichtete der Behörde, dass der Klan die Morde an den Kindern verübt habe, um einen Rassenkrieg auszulösen. Die FBI-Fallanalytiker hielten dies jedoch für unwahrscheinlich. Hasskriminalität äußere sich meist durch symbolische, öffentlich zur Schau gestellte Akte (z. B. Lynchmob), die Leichen der Opfer wurden jedoch häufig so versteckt abgelegt, dass sie erst Monate später gefunden wurden. Auch wären Klan-Mitglieder in den von Afroamerikanern dominierten Vierteln, in denen die Kinder verschwanden, aufgefallen. Serienmord sei zudem meist persönlich, nicht politisch motiviert. Da sich keine Beweise für eine Involvierung des Klans fanden, wurden die Ermittlungen gegen ihn schließlich eingestellt.

### Festnahme und Verurteilung von Wayne Williams
Da einige der Opfer aus Flüssen in der Umgebung geborgen worden waren, observierte die Polizei nachts die Straßen und Brücken an diesen Gewässern. Am frühen Morgen des 22. Mai 1981 vermeldete einer der Beamten, in der Nähe einer Brücke am Chattahoochee River ein „Platschen“ gehört zu haben. Die Polizei und FBI-Agenten hielten daraufhin den Fahrer eines Wagens an, der gerade über die Brücke gefahren war. Bei dem Fahrer handelte es sich um den damals 23-jährigen Afroamerikaner Wayne Bertram Williams, den die Beamten zwei Stunden lang verhörten und nach einer Durchsuchung seines Autos schließlich gehen ließen.
Nachdem Caters Leiche am 24. Mai 1981 aus dem Chattahoochee River gezogen worden war, konzentrierte die Polizei ihre Ermittlungen verstärkt auf Williams. Gutachter kamen zu der Auffassung, dass Fasern, die an einigen der Opfer gefunden worden waren, mit jenen eines Teppichs übereinstimmten, der in dem Haus lag, in dem Williams mit seinen Eltern lebte. Weitere Fasern, die unter anderem an den Leichen von Terrell und Stephens sichergestellt werden konnten, stimmten laut der Meinung der Gutachter mit Fasern der Innenverkleidung der Kofferräume eines Fords (Terrell) sowie eines Chevrolets (Stephens) überein, die Williams’ Familie gehörten. Außer Acht gelassen wurde, dass Williams zum Zeitpunkt von Terrells Verschwinden keinen Zugriff auf den Ford hatte, da sich das Auto zur Reparatur in einer Werkstatt befand, und dass der Chevrolet erst am 21. Oktober 1980 – 12 Tage nach Stephens’ Verschwinden – gekauft worden war.
Williams wurde am 21. Juni 1981 festgenommen und am 27. Februar 1982 des Mordes an zwei der erwachsenen Opfer – Payne und Cater – von einem Geschworenengericht für schuldig befunden. Er wurde zu zwei lebenslangen Freiheitsstrafen verurteilt. Obwohl er in den übrigen Mordfällen nie angeklagt und verurteilt wurde, betrachteten die Strafverfolgungsbehörden diese Fälle mit seiner Verhaftung ebenfalls als gelöst und stellten die Ermittlungen ein. Offiziell endete die Mordserie nach Williams’ Festnahme. Williams, der nach wie vor im Gefängnis sitzt, beteuert bis heute seine Unschuld. Seine Anträge auf Wiederaufnahme seines Verfahrens wurden bislang alle abgewiesen.
Auf Anordnung von Keisha Lance Bottoms, der Bürgermeisterin von Atlanta, wurden die Ermittlungen in den Mordfällen im März 2019 wieder aufgenommen.

### Kritik an der Polizeiarbeit
Im Verlauf ihrer Ermittlungen waren die Strafverfolgungsbehörden in die Kritik der Öffentlichkeit geraten. Ihnen wurde unter anderem vorgeworfen, mehreren Zeugenaussagen, die auf einen Weißen als Täter hindeuteten, nicht nachgegangen zu sein. Auch sei die Liste der Opfer unvollständig und willkürlich erstellt worden. Beispielsweise kritisierte der Schriftsteller Dave Dettlinger, dass 63 Mordfälle, die seiner Auffassung nach dem Tatmuster der Mordserie entsprachen, nicht in die offizielle Opferliste aufgenommen wurden. Von diesen 63 Fällen hatten sich 25 erst nach Williams’ Verhaftung ereignet.

## Bekannte Opfer
| Name                           | Alter     | Datum des Verschwindens | Datum des Leichenfunds |
| ------------------------------ | --------- | ----------------------- | ---------------------- |
| Edward Smith                   | 14        | 21. Juli 1979           | 28. Juli 1979          |
| Alfred Evans                   | 13        | 25. Juli 1979           | 28. Juli 1979          |
| Milton Harvey                  | 14        | 4. Sep. 1979            | Nov. 1979              |
| Yusuf (oder Yusef) Bell        | 9         | 21. Okt. 1979           | 8. Nov. 1979           |
| Angel Lenair (oder Lanier)     | 12        | 4. oder 5. März 1980    | 10. März 1980          |
| Jeffrey Mathis                 | 11        | 11. oder 12. März 1980  | Feb. 1981              |
| Eric Middlebrooks              | 14        | 18. Mai 1980            | 19. Mai 1980           |
| Christopher Richardson         | 12        | 9. Juni 1980            | Jan. 1981              |
| LaTonya Wilson                 | 6 oder 8  | 22. Juni 1980           | 18. Okt. 1980          |
| Aaron Wyche                    | 8 oder 10 | 23. Juni 1980           | 24. Juni 1980          |
| Anthony Carter                 | 9         | 5. oder 6. Juli 1980    | 6. oder 7. Juli 1980   |
| Earl Terrell                   | 10        | 31. oder 31. Juli 1980  | 9. Jan. 1981           |
| Clifford Jones                 | 12        | 20. Aug. 1980           | Okt. 1981              |
| Darren (oder Darron) Glass     | 11        | 14. Sep. 1980           | nie gefunden           |
| Charles Stephens               | 12        | 9. Okt. 1980            | 10. Okt. 1980          |
| Aaron Jackson                  | 9         | 1. Nov. 1980            | 2. Nov. 1980           |
| Patrick Rogers                 | 15        | 10. Nov. 1980           | Feb. 1981              |
| Lubie Geter                    | 14        | 3. Jan. 1981            | 5. Feb. 1981           |
| Terry Pue                      | 15        | 22. Jan. 1981           | 23. Jan. 1981          |
| Patrick Baltazar (oder Blazer) | 12        | 6. Feb. 1981            | Feb. 1982              |
| Curtis Walker                  | 13        | 19. Feb. 1981           | 19. Feb. 1981          |
| Joseph Bell                    | 16        | 2. März 1981            | 2. März 1981           |
| Timothy Hill                   | 13        | 13. März 1981           | Ende März 1981         |
| Eddie Duncan                   | 21        | 20. März 1981           | 31. März 1981          |
| Larry Rogers                   | 20        | 22. März 1981           | 30. März 1981          |
| Michael McIntosh               | 23        | 25. März 1981           | 1. Apr. 1981           |
| Jimmy Payne                    | 21        | 21. Apr. 1981           | 27. Apr. 1981          |
| John Porter                    | 28        | Apr. 1981               | unbekannt              |
| William Barrett                | 17        | 11. Mai 1981            | 12. Mai 1981           |
| Nathaniel Cater                | 27        | 22. Mai 1981            | 24. Mai 1981           |

## Rezeption
Im Jahr 1985 erschien die Miniserie The Atlanta Child Murders mit Jason Robards und Morgan Freeman. Der Fall wurde 2019 auch in der zweiten Staffel der Netflix-Serie Mindhunter aufgegriffen.